# Businesseurope

Logo von BUSINESSEUROPE

BusinessEurope (eigene Schreibweise BUSINESSEUROPE) ist ein europäischer Arbeitgeber- und Lobbyismusverband mit Sitz in Brüssel. Ihm gehörten im Jahre 2023 42 Mitgliedsverbände aus 36 Ländern an.

## Geschichte
Unter dem Namen Conseil des Fédérations Industrielles d'Europe (CIFE) bestand der Verband seit 1949. 1958 wurde er in Union des Industries de la Communauté européenne (UNICE) umbenannt, 1987 in Union des Confédérations de l'Industrie et des Employeurs d'Europe, deutsch ‚Union der Industrie - und Arbeitgeberverbände Europas‘, englisch Union of Industrial and Employers’ Confederation of Europe. Dieser Namen blieb bis zur 2007 erfolgten Umbenennung zum heutigen Namen.
Die Organisation besteht aus 60 Arbeitsgruppen. In diesen Gruppen arbeiten 1200 Fachleute, um Gesetzesentwürfe und EU-Programme zu analysieren und aus unternehmerischer Perspektive zu optimieren. Businesseurope zählt nach dem European Roundtable of Industrialists (ERT), die mit Businesseurope zusammenarbeitet, mitunter zu den größten Lobbyorganisationen mit Sitz in Brüssel.

## Leitung

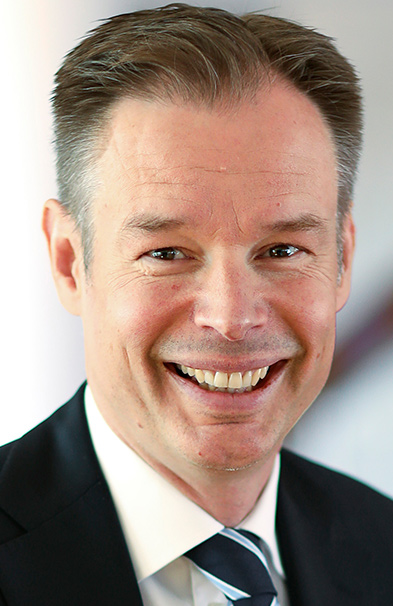
Fredrik Persson, Präsident seit 2022
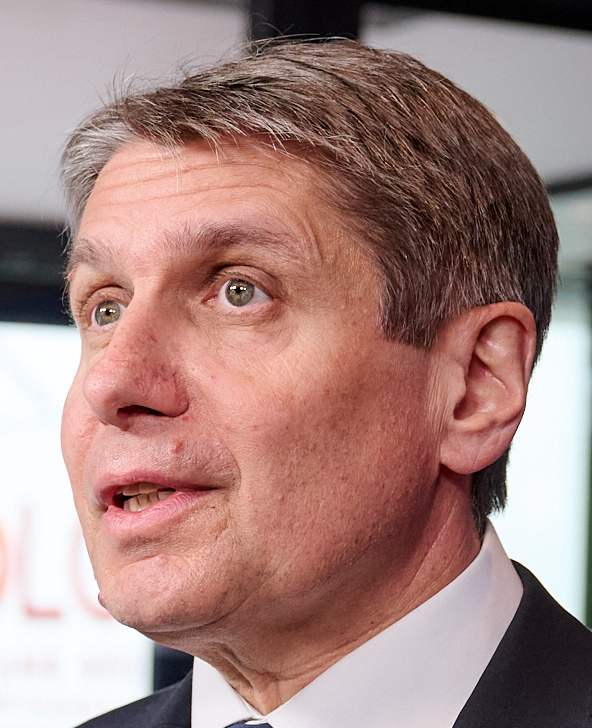
Markus Beyrer, Generaldirektor seit 2013

An der Spitze des Verbands steht ein Präsident. Dieses Amt hatten folgende Personen inne:
- 1958–1961: Léon Bekaert
- 1961–1962: Georges Villiers
- 1962–1967: Hans de Koster
- 1967–1971: Fritz Berg
- 1971–1975: Paul Huvelin
- 1975–1980: Pol Provost
- 1981–1983: Guido Carli
- 1984–1986: Ray Pennock
- 1986–1990: Karl Gustaf Ratjen
- 1990–1994: Carlos Ferrer
- 1994–1998: François Perigot
- 1998–2003: Georges Jacobs
- 2003–2005: Jürgen Strube
- 2005–2009: Ernest-Antoine Seillière
- 2009–2013: Jürgen Thumann
- 2013–2018: Emma Marcegaglia
- 2018–2022: Pierre Gattaz
- seit 2022: Fredrik Persson

Leiter der Verwaltung ist ein Generaldirektor. Seit 2013 wird diese Position von Markus Beyrer ausgeübt.

## Aktivitäten
Der europäische Arbeitgeberverband ist einer der aktivsten Unterstützer des geplanten TTIP-Abkommens. Seit 2014 findet jährlich der BusinessEurope Day statt. Das selbsterklärte Ziel besteht darin, eine ausgesuchte Gruppe an Führungspersonen aus Unternehmen und politischen Entscheidungsträgern zusammenzubringen, um über bestimmte, den Handel betreffende Politikthemen zu diskutieren.
Die Süddeutsche Zeitung veröffentlichte im September 2018 ein Strategiepapier von Businesseurope, in welchem unterschiedliche Methoden vorgestellt werden, mit dem Ziel Maßnahmen zum Klimaschutz einzubremsen:
- Man könne sich mit einer Strategie der „freundlichen Umarmung“ „eher positiv“ zu Vorschlägen verhalten, solange diese nicht konkret würden.
- Alternativ könne man sich auch gegen Vorschläge stellen, „unter Gebrauch der üblichen Argumente eines globalen Spielfelds, wir können nicht für andere kompensieren etc.“.
- Ferner könne man Entscheidungsprozesse in Frage stellen („challenge the process“). Es könne etwa  anzweifelt werden, „dass die Klimaziele fair und transparent berechnet wurden“. Die Folgenabschätzung könne in Frage gestellt werden oder neue Risiken hervorgehoben werden.
- Außerdem könne man argumentieren, dass es andere große Volkswirtschaften zu überzeugen gelte, und deshalb Stabilität nötig sei, „um Investitionen zu mobilisieren“.